# Грубич, Константин Владимирович
Константи́н Влади́мирович Грубич (20 августа 1968 год, Полтава) — украинский телеведущий.
В августе 2006 года стал лауреатом национальной премии «Телетриумф» как лучший журналист-репортёр года. 

## Биография
В 1981 году отдыхал в «Артеке», в лагере «Янтарный». В школе его наградили путевкой за активность и за то что он был следопытом.
В 1982 году начал писать статьи в газетах.
В 1992 году закончил Киевский государственный университет имени Тараса Шевченко факультет журналистики.
С 1987 года по 1989 год служил в Советской Армии в Забайкалье, печатался в редакции газеты «Боевое знамя», и был принят в Союз журналистов СССР, был самым младшим в СССР из членов Союза журналистов.
С 1989 года работал на УТ-1.
С 1992 года по 1994 год был автором и ведущим передачи «Класс-юниор-бизнес».
С 1995 года по 1997 год был автором и ведущим ток-шоу «Выбрики», передачу наградили премией «Золотая эра», как лучшее ток-шоу.
В конце 1997 года Константин переходит на «1+1».
В 1998 году был автором и ведущим «Детский сеанс».
С 1998 года по 1999 год был автором и ведущим передачи «Не все дома».
С 2000 года по 2005 год был репортёром «ТСН».
С декабря 2005 года писал сценарии для передачи «Вкусная страна».
С сентября по ноябрь 2006 года был автором и ведущим «Глухомания с Константином Грубичем».
С ноября 2006 года по май 2007 года был ведущим «Завтрака с 1+1».
С мая по август 2007 года был автором и ведущим передачи «Вкусная страна».
С августа 2007 года по ноябрь 2012 на телеканале «Интер» вёл передачу «Знак качества», и являлся руководителем этого проекта.
С 2010 года — старший преподаватель кафедры ведущих, дикторов та тележурналистики института кино и телевидения Киевского национального университета культуры и искусств, курс «Авторские программы украинского телевидения».
С сентября 2012 года — преподаватель дисциплины «Сценарное мастерство».
С 2013 года кулинарный эксперт развлекательной семейной телепередачи «Все буде добре» («Всё будет хорошо») на телеканале «СТБ».
В 2015 году открыл свой ютуб-канал, где напрямую общается со зрителями на тему украинской кухни
С 2016 года ведёт передачу «Утренняя волна» на «Общественном радио»
С октября 2018 — ведущий рубрики "Польова кухня" на «ТСН-тиждень» «1+1»
С января 2022 - ведущий передачи «Твій день» на телеканале 1+1

## Личная жизнь
Жена Светлана, познакомились на съемках концерта Киркорова в 1994 году. Светлана режиссёр передачи «Знак качества». Две дочери — Владислава (12 февраля 1996), Ольга (03.02.1997-12.07.2014), после того, как её сбила машина, впала в кому и умерла и сын Ярослав (род. 3 февраля 1997).

## Книги
- 2015 — Смачна країна (Вкусная страна) ISBN 978-617-679-154-6

## Фильмография
- 2008 — Очень новогоднее кино, или Ночь в музее[15]